# Køter
Køter er det tredje studiealbum af den danske popsanger Thomas Buttenschøn. Det blev udgivet i 2010 og er et konceptalbum.
Det fik 4/6 stjerner i musikmagasinet GAFFA og det nåede #6 på Tracklisten.

## Spor
1. "Køter (Prolog)"
2. "Støvsky"
3. "Bonnie & Clyde"
4. "Dårlig Sex"
5. "Skibet Er Gået På Grund"
6. "Mand Dig Op!"
7. "Baby Du Er Så Fræk"
8. "Frk. Efterfest"
9. "Venter På Godot"
10. "God Damn"
11. "Tæsk"
12. "Kærlighed (Epilog)"